# 夏延 (北达科他州)
夏延（英語：Sheyenne），是美国北达科他州下属的一座城市。根据2010年美国人口普查，该市有人口204人。2011年估计该市有人口203人，相对于2010年，增长率为?0.49%。